# Пенья Спорт
«Пенья Спорт» (исп. Peña Sport FC) — испанский футбольный клуб из города Тафалья, в провинции и автономном сообществе Наварра. Клуб основан в 1925 году, домашние матчи проводит на стадионе «Сан-Франциско», вмещающем 3 000 зрителей. В Примере и Сегунде команда никогда не выступала, лучшим результатом является 14-е место в Сегунде B в сезоне 2002/03.

## Сезоны по дивизионам
- Сегунда B — 9 сезонов
- Терсера — 35 сезонов
- Региональная лига — 44 сезона

## Достижения
- Терсера
  - Победитель (8): 1992/93, 1993/94, 1996/97, 1998/99, 1999/00, 2005/06, 2011/12, 2014/15

## Известные игроки
- Йон Велес